# Diego Farias
Diego da Silva Farias (Sorocaba, 10 de mayo de 1990) es un futbolista brasileño. Juega como delantero y su equipo es el E. C. São Bento.

## Clubes
| Club                            | País   | Año       | Partidos | Goles |
| ------------------------------- | ------ | --------- | -------- | ----- |
| A. C. ChievoVerona              | Italia | 2008-2009 | 0        | 0     |
| Hellas Verona F. C. (cedido)    | Italia | 2009-2010 | 24       | 3     |
| Foggia Calcio (cedido)          | Italia | 2011      | 15       | 3     |
| A. S. D. Nocerina 1910 (cedido) | Italia | 2011-2012 | 42       | 5     |
| Calcio Padova (cedido)          | Italia | 2012-2013 | 36       | 10    |
| U. S. Sassuolo Calcio (cedido)  | Italia | 2013-2014 | 13       | 1     |
| Cagliari Calcio                 | Italia | 2014-2021 | 142      | 33    |
| Empoli F. C. (cedido)           | Italia | 2019      | 16       | 4     |
| U. S. Lecce (cedido)            | Italia | 2019-2020 | 19       | 2     |
| Spezia Calcio (cedido)          | Italia | 2020-2021 | 32       | 5     |
| Benevento Calcio                | Italia | 2022-2023 | 35       | 5     |
| Athletic Club                   | Brasil | 2024      | 0        | 0     |
| E. C. São Bento                 | Brasil | 2024-     | 3        | 0     |